# Moenkhausia collettii
Moenkhausia collettii és una espècie de peix de la família dels caràcids i de l'ordre dels caraciformes.

## Morfologia
- Els mascles poden assolir 5 cm de llargària total.[5][6]

## Reproducció
La seua reproducció en captivitat fou duta a terme amb èxit l'any 1988.

## Hàbitat
Viu a àrees de clima tropical entre 23 °C - 27 °C de temperatura.

## Distribució geogràfica
Es troba a Sud-amèrica: conca del riu Amazones des del Perú fins a les Guaianes.

## Costums
És un peix gregari i pacífic.